# Born to Make You Happy
Singles de Britney Spears
(You Drive Me) Crazy
(1999) From the Bottom of My Broken Heart
(1999)
Pistes de …Baby One More Time
Soda Pop
(4) From the Bottom of My Broken Heart
(6)
Born to Make You Happy est une chanson de l'artiste chanteuse américaine pop Britney Spears, extraite de son premier album studio, …Baby One More Time. Le titre est sorti en tant que quatrième single de l'album le 6 décembre 1999.

## Classement
| Classement (2000)          | Meilleure Position |
| -------------------------- | ------------------ |
| Austrian Singles Chart     | 8                  |
| Canadian Singles Chart     | 21                 |
| Dutch Singles Chart        | 4                  |
| Finnish Singles Chart      | 5                  |
| French Singles Chart       | 9                  |
| German Singles Chart       | 3                  |
| Irish Singles Chart        | 1                  |
| Israeli Singles Chart      | 2                  |
| Italian FIMI Singles Chart | 10                 |
| Norwegian Singles Chart    | 3                  |
| Philippine Top Hits        | 1                  |
| Swedish Singles Chart      | 2                  |
| Swiss Singles Chart        | 3                  |
| UK Singles Chart           | 1                  |

Format du Single
| Royaume-Uni CD single (9250022) (Sortie: 2000) 1. "Born to Make You Happy" (Radio Edit) : 3:35 2. "Born to Make You Happy" (Bonus Remix) : 3:40 3. "(You Drive Me) Crazy" (Jazzy Jim's Hip-Hop Mix) : 3:40 Royaume-Uni Cassette single (9250024) (Sortie: 2000) 1. "Born to Make You Happy" (Radio Edit) : 3:35 2. "Born to Make You Happy" (Bonus Remix) : 3:40 3. "...Baby One More Time" (Answering Machine Message) : 0:21 | Europe CD single (9230062) (Sortie: 6 décembre 1999) 1. "Born to Make You Happy" (Radio Edit) : 3:35 2. "Born to Make You Happy" (Bonus Remix) : 3:40 3. "(You Drive Me) Crazy" (Jazzy Jim's Hip-Hop Mix) : 3:40 4. "...Baby One More Time" (Answering Machine Message) : 0:21 |